# Гашо, Бертран
Бертра́н Гашо́ (фр., нем. и нидерл. Bertrand Gachot, 23 декабря 1962, Люксембург) — бельгийский и французский автогонщик, пилот Формулы-1, победитель 24 часов Ле-Мана (1991). В Формуле-1 выступал за команды Onyx (1989), Rial (1989), Coloni (1990), Jordan (1991), Larrousse (1991—1992) и Pacific (1994—1995).
Гашо — гражданин Франции, родившийся в Люксембурге. Его отец — француз, мать — немка. В гонках Бертран выступал и по бельгийской (до 1991 года включительно), и по французской (начиная с 1992 года) лицензиям, а свой шлем украсил флагом Европейского сообщества, за что получил от журналистов прозвище «мистер Европа».

## Ранние годы
Бертран пришёл в картинг, когда ему было 15 лет. Он окончил одну из автогоночных школ и перешёл в британскую Формулу Форд-1600, в которой стал чемпионом в 1985 году. В 1986 году он выиграл Британский чемпионат Формулы Форд-2000.
В 1987 году он вошёл в Британскую Формулу 3 и закончил чемпионат вторым на автомобиле West Surrey Racing Team. В 1988 году он перешёл в Формулу 3000, но не имел там большого успеха (2 вторых места, 1 поул, 5-е место в чемпионате).

## Формула-1

### Onyx
В 1989 году Бертран стал пилотом Формулы-1, дебютировав за команду Onyx. Его результаты поначалу выглядели впечатляюще. Однако затем в прессе появились не слишком приятные для Бертрана статьи, которые вызвали ярость босса команды. В конце года пилот потерял место в команде.

### Coloni
В 1990 году гонщик подписал контракт с командой Coloni. Вошёл в историю как единственный гонщик, пилотировавший болид с мотором марки Subaru. В Coloni Бертран не добился успеха, и его пребывание в этой команде также оказалось коротким. В конце сезона Гашо покинул коллектив-аутсайдер.

### Jordan
В начале 1991 года Эдди Джордан дебютировал со своей командой Jordan в Формуле-1 и пригласил туда Бертрана Гашо. Эта стадия карьеры оказалась самой успешной для бельгийца: на Гран-при Канады он занял 5-е место, затем дважды подряд в Сильверстоуне (Гран-при Великобритании) и Хоккенхайме (Гран-при Германии) финишировал 6-м, а на Гран-при Венгрии смог показать быстрейший круг в гонке. Однако в августе, перед Гран-при Бельгии, Бертран был посажен в тюрьму за то, что ещё в декабре 1990 года пилот брызнул из баллончика в лицо таксисту в Лондоне. На его место в команду пригласили Михаэля Шумахера, и Бертран навсегда вошёл в историю как человек, открывший дорогу в Формулу-1 будущему 7-кратному чемпиону мира. После многочисленных протестов бельгийских фанатов Гашо освободили, но он потерял всякие надежды на возвращение в Jordan.

### Larrousse
Гашо провёл за команду Larrousse последний Гран-при 1991 года в Австралии и весь сезон 1992 года. Единственный раз он набрал очки в Гран-при Монако 1992 года, но в конце года покинул команду.

### 1993 год
Отчаявшись пробиться в хорошую команду, весной 1993 года Бертран покинул Формулу-1 и сел за руль кузовных автомобилей Honda в GT. Затем был дебют в серии CART в Торонто.
Но зимой следующего года Гашо увлёкся идеей своего приятеля Кита Уиггинза, владельца команды Pacific, и вернулся в Формулу-1.

### Pacific
В 1994 году Бертран перешёл в команду Pacific, став одним из её совладельцев. Команда была одной из слабейших в Формуле-1. За 1994 год Гашо ни разу не финишировал и не был классифицирован. Его напарник Поль Бельмондо также ни разу не увидел клетчатого флага. В следующем сезоне Бертран смог 2 раза финишировать — 12-м в Сильверстоуне и 8-м в Аделаиде. Последнее стало высшим достижением команды в Формуле-1. По ходу сезона он пропустил 6 гонок. В конце сезона команда обанкротилась. Бертран покинул Формулу-1, а затем и автоспорт.

## «24 часа Ле-Мана» 1991 года
В 1991 году Бертран Гашо стал победителем престижной автогонки «24 часа Ле-Мана». Он выступал на прототипе Mazda вместе с Джонни Хербертом и Фолькером Вайдлером. Эта победа в гонке оказалась единственной для Mazda за всё время проведения суточного марафона.

## После гонок
К концу сезона 1995 Формулы-1 Бертран не видел для себя будущего в продолжении карьеры гонщика.
Он решил опробовать свои силы в качестве бизнесмена и начал инвестировать сразу в несколько проектов.
Одной из компаний, в которые он вкладывал средства, была компания-производитель энергетических напитков Hype Energy. В 1997 году Бертран заключил с ней дистрибьюторское соглашение о продвижении её товаров во Франции. Будучи одним из приверженных дистрибьюторов данного бренда, в 1998 году он начал переговоры о покупке компании, владеющей товарными знаками Hype Energy.
В 2000 году было достигнуто соглашение о реструктуризации компании с одновременным увеличением числа выпускаемых ей напитков. С того же времени Бертран Гашо становится исполнительным директором (CEO) Hype Energy Drinks.